# Keniaanse presidentsverkiezingen (26 oktober 2017)
De Keniaanse presidentsverkiezingen in 2017 werden op 26 oktober gehouden. De presidentsverkiezingen waren een herstemming nadat het hooggerechtshof het verkiezingsresultaat van augustus 2017 nietig had verklaard.
Begin oktober besloot Raila Odinga, de voornaamste tegenstander van Kenyatta die in augustus nog 45% van de stemmen kreeg, zich uit de race om het presidentschap terug te trekken omdat hij geen vertrouwen had in het democratisch gehalte van de ophanden zijnde herstemming. In aanloop naar - en op de dag van - de herstemming was er sprake van geweld in de gebieden waar de oppositie het van oudsher voor het zeggen heeft.
De herstemming werd overtuigend gewonnen door Uhuru Kenyatta die 98% van de stemmen kreeg bij een lage opkomst van 39% omdat de oppositie de verkiezingen min of meer besloot te boycotten. (In augustus lag de opkomst nog op ruim 79,5%.) Odinga noemde de herstemming een "schijnvertoning."
| Kandidaat                         | Kandidaat                         | Partij                            | Stemmen    | %     |
| --------------------------------- | --------------------------------- | --------------------------------- | ---------- | ----- |
|                                   | Uhuru Kenyatta                    | Jubilee Party                     | 7.483.895  | 98,26 |
|                                   | Raila Odinga                      | National Super Alliance           | 73.228     | 0,96  |
|                                   | Overige kandidaten                | -                                 | 59.094     | 0,78  |
| Ongeldige stemmen/ blanco stemmen | Ongeldige stemmen/ blanco stemmen | Ongeldige stemmen/ blanco stemmen | 37.713     | 0,49  |
| Totaal                            | Totaal                            | Totaal                            | 7.616,.217 | 100   |
| Geregistreerde kiezers/ opkomst   | Geregistreerde kiezers/ opkomst   | Geregistreerde kiezers/ opkomst   | 7.653.930  | 39,03 |
| Bron: IEBC                        |                                   |                                   |            |       |

## Afbeeldingen

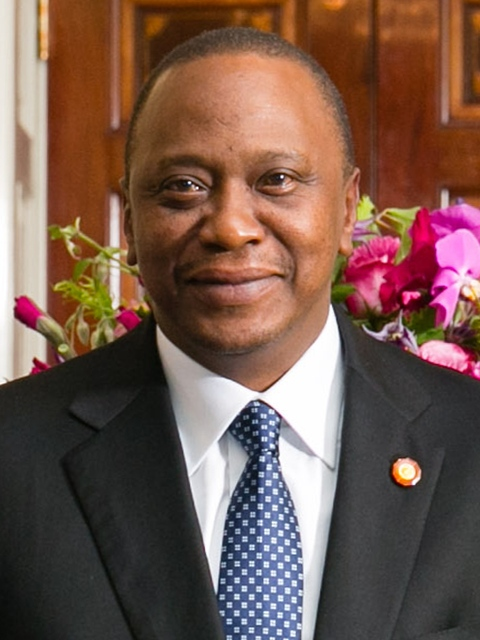
Zittend president Uhuru Kenyatta kreeg 98,26% van de stemmen en werd herkozen.